# Vergi
Vergi es un pueblo ubicado en el municipio de Haljala, en el condado de Lääne-Viru, Estonia.

## Superficie
Posee una superficie de 9,960 kilómetros cuadrados.

## Demografía
Hasta 2021 la población era de 70 habitantes, con una densidad de población de 7,028 habitantes por kilómetro cuadrado.